# Zeynep Özkaya
Zeynep Özkaya (* 23. Januar 1998 in Istanbul) ist eine türkische Schauspielerin und Webvideoproduzentin.

## Leben und Karriere
Zeynep Özkaya wurde am 23. Januar 1998 in Istanbul geboren. Sie studierte an der İstanbul Teknik Üniversitesi. Ihr Debüt gab sie 2003 in der Fernsehserie Hürrem Sultan. Von 2006 bis 2008 bekam sie in der Serie İki Aile die Hauptrolle. Anschließend wurde sie 2008 für die Serie Eyvah Halam gecastet. Under anderem war Özkaya 2010 in Türkan zu sehen. Außerdem trat sie 2011 in Sihirli Annem auf. Danach spielte Özkaya 2013 in Altındağlı mit. Seit 2019 ist sie auf YouTube aktiv.

## Filmografie (Auswahl)
- 2003: Hürrem Sultan (Fernsehserie, 3 Episoden)
- 2006–2008: İki Aile (Fernsehserie, 87 Episoden)
- 2008: Eyvah Halam (Fernsehserie, 5 Episoden)
- 2010: Türkan (Fernsehserie, 4 Episoden)
- 2011: Sihirli Annem (Fernsehserie, 26 Episoden)
- 2013: Altındağlı (Fernsehserie)